# Niveocatharylla
Niveocatharylla és un gènere d'arnes de la família Crambidae.

## Taxonomia
- Niveocatharylla bifasciella (Snellen, 1893)
- Niveocatharylla romieuxi Bassi, 1999